# ポンテラーニカ
ポンテラーニカ（伊: Ponteranica  ( 音声ファイル)）は、イタリア共和国ロンバルディア州ベルガモ県にある、人口約6,700人の基礎自治体（コムーネ）。

## 地理

### 位置・広がり
ベルガモ県のコムーネ。県都ベルガモから北へ4kmの距離にある。

#### 隣接コムーネ
隣接するコムーネは以下の通り。
- アルツァーノ・ロンバルド
- ベルガモ
- ラーニカ
- ソリーゾレ
- トッレ・ボルドーネ
- ゾーニョ

### 地震分類
イタリアの地震リスク階級 (it) では、3 に分類される
。

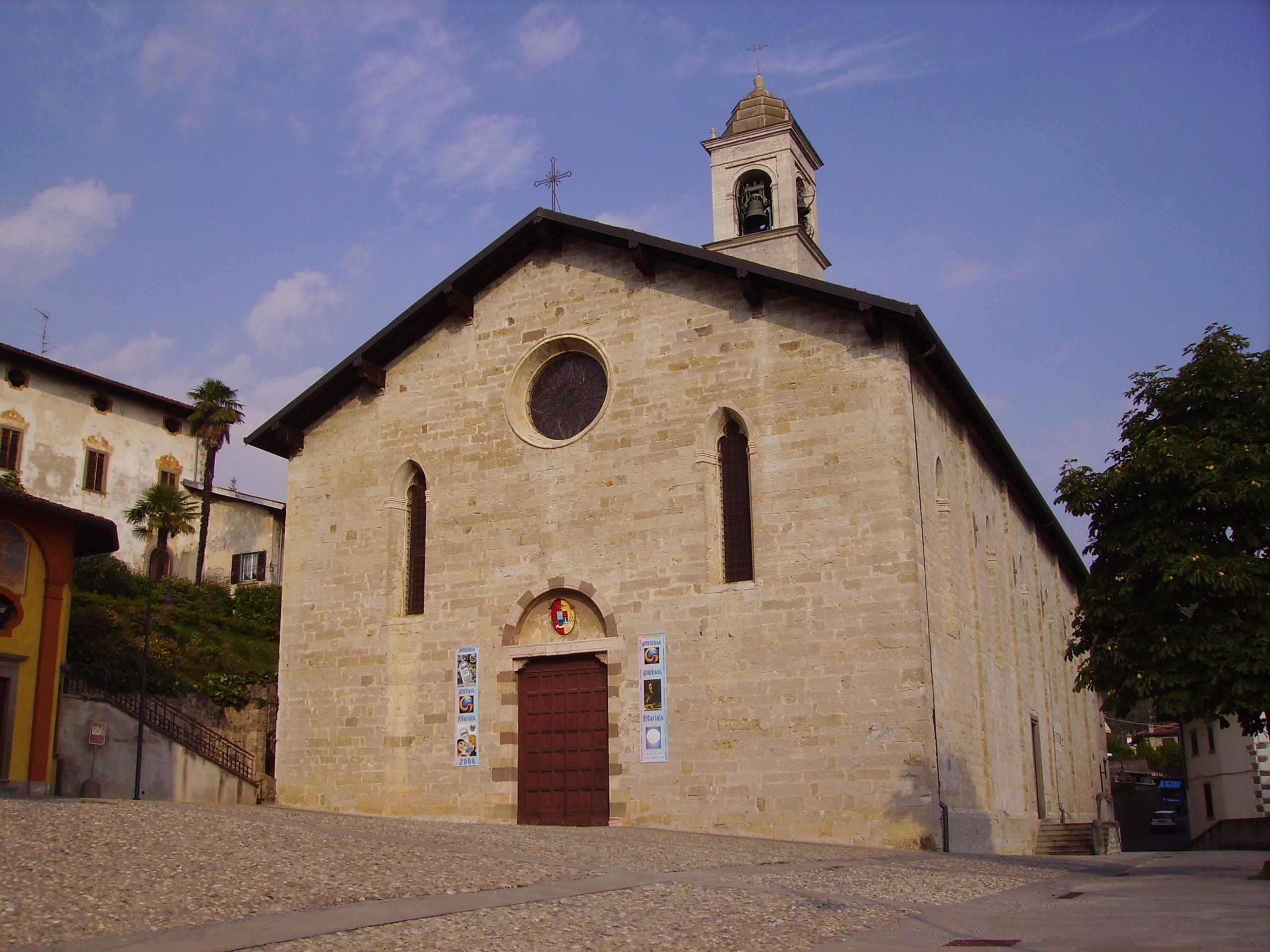
Chiesa parrocchiale dei S.S. Alessandro e Vincenzo